# Shimochōjamachi-dōri
Le Shimochōjamachi-dōri (下長者町通, Shimochōjamachi-dōri) est une voie du centre-nord de Kyoto, dans l'arrondissement de Kamigyō. Orientée est-ouest, elle débute au Karasuma-dōri (en) et termine à l'Onmae-dōri (en).

## Description

### Situation
Le Shimochōjamachi-dōri est une rue de Kyoto située dans l'arrondissement de Kamigyō, suivant le Shimodachiuri-dōri (下立売通) et précédant le Kamichōjamachi-dōri (上長者町通) et le Nakachōjamachi-dōri (中長者町通), une petite rue qui ne mesure que 400 mètres. La rue débute au Karasuma-dōri (烏丸通) et aboutit à l'Onmae-dōri (御前通), pour une longueur de 2 100 mètres.
Entre le Karasuma-dōri et le Horikawa-dōri, la rue est très large et dessert de nombreux bureaux gouvernementaux. Après cette portion, la rue devient un secteur résidentiel peu passant. La rue semble se terminer après le Senbon-dōri, mais continue en fait par l'entremise de petites allées sinueuses jusqu'à l'Onmae-dōri, aboutissant officiel de la rue. Certaines ruelles se poursuivent jusqu'au quartier Taishōgun (ja) de l'arrondissement de Kita et sont parfois nommées par les locaux Shimochōjamachi-dōri.

### Voies rencontrées
De l'est vers l'ouest, en sens unique. Les voies rencontrées de la droite sont mentionnées par (d), tandis que celles rencontrées de la gauche, par (g). La rue est à sens unique à partir du Horikawa-dōri, puis l'orientation devient ouest-est entre le Rokkenmachi-dōri et l'Onmae-dōri.
1. Karasuma-dōri (en) (烏丸通)
2. Muromachi-dōri (en) (室町通)
3. (g) Koromonotana-dōri (衣棚通)
4. Shinmachi-dōri (ja) (新町通)
5. Nishinotōin-dōri (ja) (西洞院通)
6. Ogawa-dōri (小川通)
7. Aburanokōji-dōri (ja) (油小路通)
8. (d) Rue sans nom
9. Higashihorikawa-dōri (en) (東堀川通)
10. Horikawa-dōri (en) (堀川通)
11. Yoshiyamachi-dōri (葭屋町通)
12. Inokuma-dōri (ja) (猪熊通)
13. Kuromon-dōri (黒門通)
14. (d) Kyūōmiya-dōri (en) (旧大宮通)
15. Ōmiya-dōri (en) (大宮通)
16. Matsuyachō-dōri (松屋町通)
17. Higurashi-dōri (日暮通)
18. Chiekōin-dōri (智恵光院通)
19. Uramon-dōri (裏門通)
20. (d) Rue sans nom
21. Jōfukuji-dōri (浄福寺通)
22. Tsuchiyamachi-dōri (土屋町通)
23. Senbon-dōri (en) (千本通)
24. Rue sans nom
25. Rokkenmachi-dōri (六軒町通)
26. Shichihonmatsu-dōri (ja) (七本松通)
27. Shimonomori-dōri (下ノ森通) - aussi appelée Aiainozushi-dōri (相合図子通)
28. Onmae-dōri (en) (御前通)

- Sources [2] :

## Odonymie
Le nom de la rue fait référence au lieu où elle se situe, un quartier anciennement habité par de riches notables de la ville, le « chōjamachi » (長者町) signifiant « quartier de chōja (ja)s », terme signifiant riches ou aînés. Le « Shimo » signifie qu'elle est la rue du bas entre les trois rues (« Naka » signifiant milieu et « Kami » signifiant haut).

## Histoire
À l'époque de la ville impériale, la rue s'appelait l'allée Takatsukasa (鷹司小路, Takatsukasakōji), du nom de la famille Takatsukasa (鷹司家, Takatsukasa-ke). La famille est l'une des cinq familles régentes formées lors de la dissolution du clan Fujiwara, qui ont été empereurs du Japon pendant l'époque Heian. Son nom était dû au manoir Takatsukasa qui y était situé. La rue se prolongeait alors de l'extrémité ouest jusqu'à l'extrémité est de la ville, au boulevard Higashikyōgoku (東京極大路, Higashikyōgokuōji), aujourd'hui le Teramachi-dōri (en), mais cette partie est est supprimée lors de la construction du nouveau palais impérial.
La rue est détruite durant la guerre d'Ōnin, puis est reconstruite par Toyotomi Hideyoshi.

## Patrimoine et lieux d'intérêt
On retrouve le bureau préfectoral (ja), qui est aussi le quartier général du Kyoto shugoshoku, prédécesseur au gouverneur de Kyoto. On retrouve à l'ouest complètement le restaurant Daiichi (大市), spécialisé dans la cuisine de tortues à carapace molle de Chine et fondé vers 1680. Le restaurant Mametokuya (豆徳屋), situé près du Chiekōin-dōri, se spécialise quant à lui depuis cinq générations dans le tofu. Plus à l'est, près du Horikawa-dōri, se dresse la boutique de kimonos Mori (森呉服店), ouvert depuis plus de cent ans et opérant dans un édifice de l'ère Taishō. S'y dresse à son extrémité est le Goō-jinja, sanctuaire shinto dédié à Wake no Kiyomaro et surnommé « sanctuaire du sanglier », car Kiyomaru avait été protégé par une horde de 300 sangliers après été blessé à la jambe ; Beaucoup de visiteurs fréquentent le sanctuaire pour espérer guérir de leurs blessures.

Lieux d'intérêts sur le Shimochōjamachi-dōri
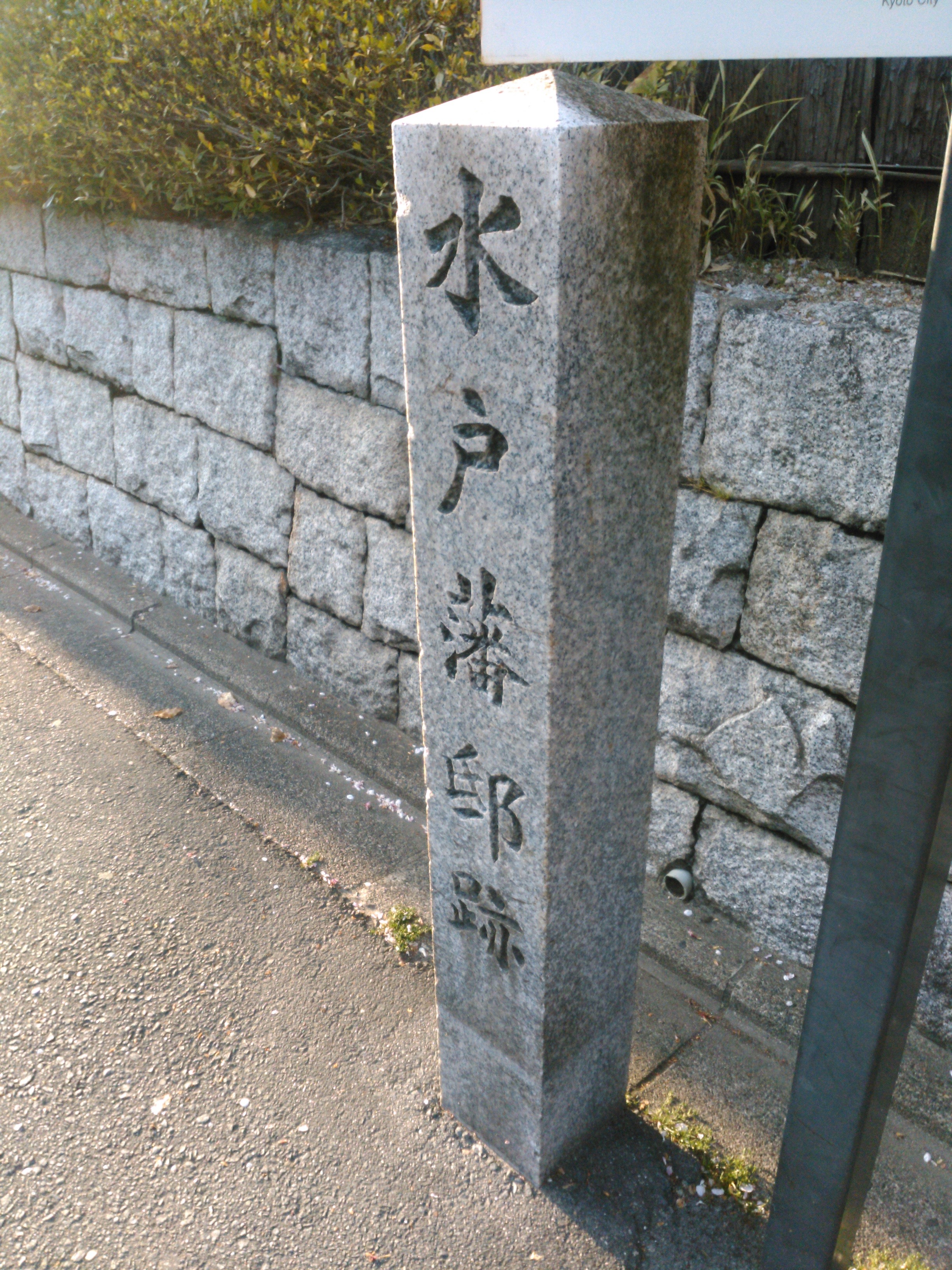
Ruines du domaine de Mito (水戸藩), à l'angle avec le Karasuma-dōri.
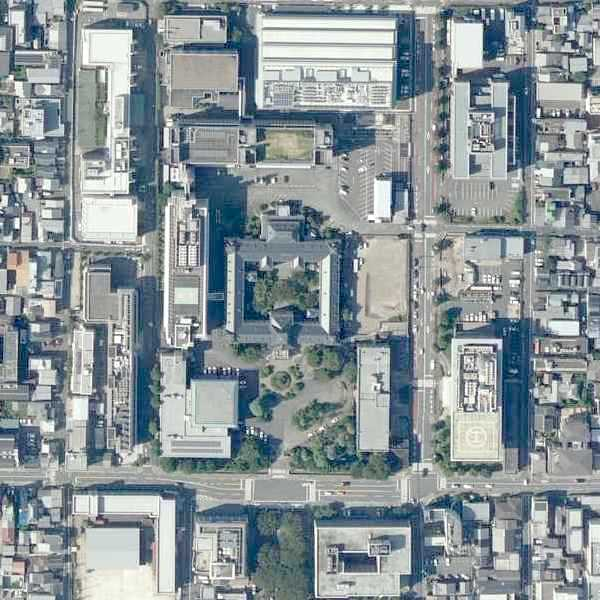
Vue aérienne du bureau préfectoral (la rue se situe en haut complètement).
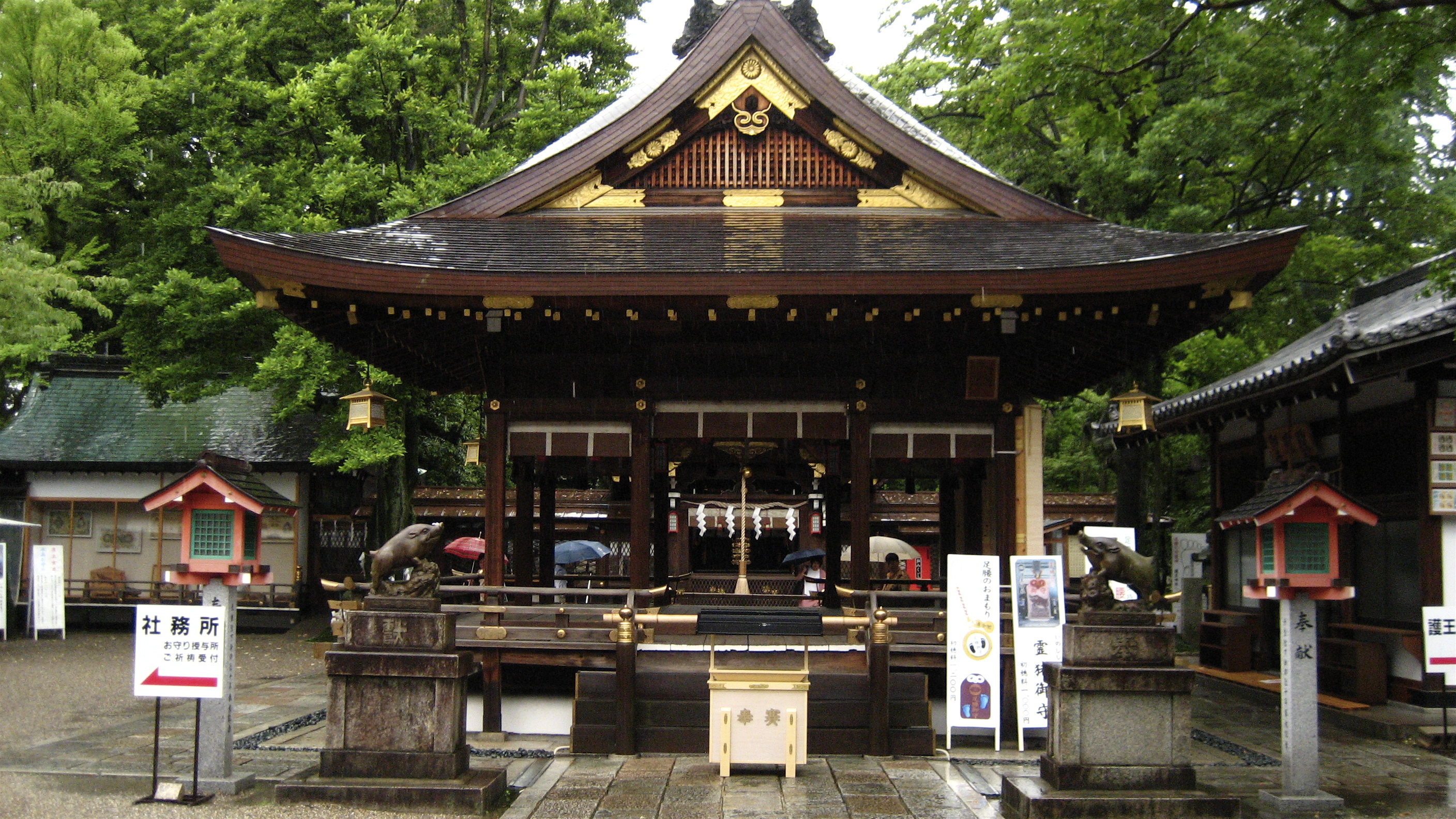
Sanctuaire Goō.